# Колонія річкових бобрів (заказник)
Колонія річкових бобрів — загальнозоологічний заказник місцевого значення в Черкаському районі Черкаської області.

## Опис
Заказник площею 0,5 га розташовано в нижній течії р. Рось біля с. Михайлівка у кв. 1 Михайлівського лісництва.
Як об'єкт природно-заповідного фонду створено рішенням Черкаської обласної ради від 0.07.2002 р. № 2-8. Землекористувач або землевласник, у віданні якого перебуває заповідний об'єкт — ДП «Канівське лісове господарство».
Створено з метою охорони колоніального поселення бобра річкового.